# سعود الطحاوي
سعود الطحاوي، المعروف باسم الحاوي الطحاوي هو من مشايخ البدو الطحاوية في الصالحية بمصر. 

## حياته
في النصف الأول من القرن التاسع عشر، وبعد مقتل أبيه يونس الشافعي، ترك سعود الطحاوي عشيرته في المنطقة التي تقع بين السعادات بمركز بلبيس وبني جري بمركز أبي حماد، وهاجر مصطحبًا زوجته ابنه عمه الشيخ سليمان الطحاوي شيخ القبيلة، ليسكن بمنطقة القصاصين ـ ما بين التل الكبير والإسماعيلية ـ وهناك ولد اثنان من أبنائه هما عبد العزيز وعبد الله.
وعندما بدأ فردينان ديليسبس التخطيط لحفر قناة السويس، شرع في دراسة جغرافية المكان، وفي إحدى جولاته في الصحراء تعرف إلى الشيخ سعود أثناء رحلة قنص كان يقوم بها الطحاوي، وأهداه بندقية خرطوش فرنسية الصنع عيار 16 مم، لتتوطد صداقة الرجلين، ويصبح الطحاوي محل ثقة ديليسبس، ورجل الحكومة في هذا المكان، ويقدم الطحاوي العون لديليسبس أثناء حفر القناة، ومن ذلك توفيره أعلاف الحيوانات المستخدمة في عمليات الحفر، وكانوا يكلفونه بالكثير من الأعمال الشاقة، ولكنه كان يؤديها بنجاح، حتى أُطلق عليه لقب «الحاوي الطحاوي». اشترك الطحاوي مع ديليسبس في رحلات قنص عديدة، شارك في إحداها الأمير رودلف ولي عهد الإمبراطورية النمساوية.
بعد الانتهاء من حفر القناة انتقل الشيخ سعود بأسرته إلى منطقة مرتفعة في صحراء الصالحية وتتبع حاليًا مركز فاقوس، وهناك استقر وأنجب بقية أبنائه: مالك ومحمد وبشاري ومراد، وسمي هذا المكان باسمه (جزيرة سعود)، وفي تلك الفترة مُنح لقب «بك»، وسعى في مد ترعة السماعنة إلى أطيانه وأراضيه ـ بعد أن كانت تنتهي عند الديدامون، وبدأ إخوته وأبناء عمومته في بني جري يتوافدون عليه وينضمون إليه بعد أن أعجبتهم البلاد.
، ويقول الشيخ محمد عبده في مذكراته: «واختار سلطان باشا الحاوي الطحاوي ـ أحد ثقاة عرابي ـ وكان الحاوي يعظ إخوانه العربان  ونحو ذلك. وكانت القيم التي تُدفع إلى الأفراد تتغاوت من جنيهين إلى ثلاثة، ولم يكن عرابي يقتنع بخيانة العربان. وكان الحاوي مع ذلك يخبر عرابي ببعض حركات العدو على وجه الصدق.».